# Порожнина розчинення
Порожнина розчинення (рос. полость растворения, англ. cavity of dissolution; нім. Lösungshöhle f) — підземна порожнина, яка утворюється в розчинній гірській породі (вапняку, доломіті, гіпсі) завдяки виносу речовини в розчин водами, що циркулюють тріщинами та каналами.
Син. — порожнини корозійні.